# Sirinopteryx quadripunctata
Sirinopteryx quadripunctata là một loài bướm đêm trong họ Geometridae.